# Плей-оф Кубка УЄФА 2008—2009
Плей–оф Кубка УЄФА 2008—2009 розпочався 18 лютого 2009 року та буде завершено фіналом на стадіоні «Шюкрю Сараджоглу», в Стамбулі (Туреччина) 20 травня 2009 року. У цьому раунді беруть участь 24 команди, які посіли перші три місця у своїх групах під час групового етапу Кубка УЄФА, а також 8 команд, які посіли третє місце в своїй групі після завершення групового етапу Ліги чемпіонів.
Кожен поєдинок плей-офу, окрім фіналу, складався із двох матчів, один із яких буде проведено на домашньому стадіоні. Команда яка забила більше голів проходила до наступного раунду. Якщо після основного часу другого матчу рахунок по сумі двох матчів та кількість голів забитих у виїзних матчах були рівними, призначалось 2 додаткових тайми по 15 хвилин. Якщо під час додаткового часу була забита однакова кількість голів, до наступного раунду проходила команда яка грала другий матч на виїзді. Якщо переможця не виявилось після додаткового часу, призначалась серія післяматчевих пенальті.
Фінал проходитиме на нейтральному полі і складатиметься тільки з одного матчу. Якщо рахунок після основного часу буде нічийним, буде призначено додатковий час. При нічийному результаті після додаткового часу будуть пробиватися післяматчеві пенальті.

## 1/16 фіналу
Жеребкування 1/16 фіналу відбулося 19 грудня 2008 року, через день після закінчення групового етапу. Жеребкування проводили секретар УЄФА Девід Тейлор та посол Туреччини в УЄФА Кен Барту. Переможці груп були зведені в пари з командами які зайняли треті місця в інших квінтетах. Суперниками клубів що зайняли другі місця в групах стали команди які потрапили в Кубок УЄФА після групового етапу Ліги чемпіонів УЄФА. Переможці та команди які зайняли другі місця в групах проводили матчі відповіді на домашніх стадіонах. Представники однієї асоціації на цьому етапі зустрічатись не могли. Перші матчі були проведені 18 та 19 лютого, матчі-відповіді — 26 лютого. 
| Команда 1      | Заг.      | Команда 2         | 1-й матч | 2-й матч |
| -------------- | --------- | ----------------- | -------- | -------- |
| ПСЖ            | 5:1       | Вольфсбург        | 2:0      | 3:1      |
| Копенгаген     | 3:4       | Манчестер Сіті    | 2:2      | 1:2      |
| НЕК Неймеген   | 0:4       | Гамбург           | 0:3      | 0:1      |
| Сампдорія      | 0:3       | Металіст          | 0:1      | 0:2      |
| Брага          | 4:1       | Стандард          | 3:0      | 1:1      |
| Астон Вілла    | 1:3       | ЦСКА Москва       | 1:1      | 0:2      |
| Лех            | 3:4       | Удінезе           | 2:2      | 1:2      |
| Олімпіакос     | 2:5       | Сент-Етьєн        | 1:3      | 1:2      |
| Фіорентина     | 1:2       | Аякс              | 0:1      | 1:1      |
| Ольборг        | 6:1       | Депортіво         | 3:0      | 3:1      |
| Вердер         | 3:3       | Мілан             | 1:1      | 2:2      |
| Бордо          | 3:4       | Галатасарай       | 0:0      | 3:4      |
| Динамо Київ    | 3:3       | Валенсія          | 1:1      | 2:2      |
| Зеніт          | 4:2       | Штутгарт          | 2:1      | 2:1      |
| Марсель        | 1:1(7:6п) | Твенте            | 0:1      | 1:0      |
| Шахтар Донецьк | 3:1       | Тоттенгем Готспур | 2:0      | 1:1      |

### Перший матч
| 18 лютого 2009 18:00 |

| Динамо Київ    | 1 : 1    | Валенсія  |
| -------------- | -------- | --------- |
| Мілевський 63' | Протокол | Сільва 8' |

| Динамо, Київ Глядачів: 16 800 Арбітр: Серж Гуменні (Бельгія) |

| 18 лютого 2009 18:15 |

| Зеніт                  | 2 : 1    | Штутгарт  |
| ---------------------- | -------- | --------- |
| Хусти 2' Тимощук 45+3' | Протокол | Ґомез 15' |

| Петровський, Санкт-Петербург Глядачів: 17 585 Арбітр: Бйорн Куйперс (Нідерланди) |

| 18 лютого 2009 18:30 |

| Олімпіакос            | 1 : 3    | Сент-Етьєн                     |
| --------------------- | -------- | ------------------------------ |
| Джорджевіч 64' (пен.) | Протокол | Ілан 12' Дерні 43' Ґоміч 90+1' |

| Караіскакіс, Афіни Глядачів: 33 000 Арбітр: Лусіліо Батіста (Португалія) |

| 18 лютого 2009 20:00 |

| Астон Вілла | 1 : 1    | ЦСКА Москва    |
| ----------- | -------- | -------------- |
| Карью 69'   | Протокол | Вагнер Лав 14' |

| Вілла Парк, Бірмінгем Глядачів: 38 038 Арбітр: Петер Расмуссен (Данія) |

| 18 лютого 2009 20:35 |

| Вердер    | 1 : 1    | Мілан       |
| --------- | -------- | ----------- |
| Дієго 84' | Протокол | Індзаґі 36' |

| Везерштадіон, Бремен Глядачів: 36 151 Арбітр: Майк Дін (Англія) |

| 18 лютого 2009 20:45 |

| Сампдорія | 0 : 1    | Металіст      |
| --------- | -------- | ------------- |
|           | Протокол | Олійник 45+3' |

| Луїджі Ферраріс, Генуя Глядачів: 14 774 Арбітр: Павел Крістіан Балай (Румунія) |

| 18 лютого 2009 20:45 |

| НЕК Неймеген | 0 : 3    | Гамбург                                 |
| ------------ | -------- | --------------------------------------- |
|              | Протокол | Троховський 41' Алех Сілва 45' Оліч 75' |

| Гофферт, Неймеген Глядачів: 12 500 Арбітр: Дарко Кеферін (Словенія) |

| 18 лютого 2009 20:45 |

| ПСЖ         | 2 : 0    | Вольфсбург |
| ----------- | -------- | ---------- |
| Оро 80' 83' | Протокол |            |

| Парк де Пренс, Париж Глядачів: 27 447 Арбітр: Свен Оддвар Моен (Норвегія) |

| 18 лютого 2009 20:45 |

| Бордо | 0 : 0    | Галатасарай |
| ----- | -------- | ----------- |
|       | Протокол |             |

| Стад Шабан-Дельма, Бордо Глядачів: 21 813 Арбітр: Клаудіо Кірчетта (Швейцарія) |

| 18 лютого 2009 21:00 |

| Ольборг                        | 3 : 0    | Депортіво |
| ------------------------------ | -------- | --------- |
| Дуе 53' 71' Якобсен 90' (пен.) | Протокол |           |

| Енергі-Норд-Аріна, Ольборг Глядачів: 7 987 Арбітр: Ніколай Іванов (Росія) |

| 18 лютого 2009 21:45 |

| Брага                            | 3 : 0    | Стандард |
| -------------------------------- | -------- | -------- |
| Рентеріа 17' Леоне 27' Аґіар 84' | Протокол |          |

| АХА, Брага Глядачів: 9 406 Арбітр: Костас Капітаніс (Кіпр) |

| 19 лютого 2009 18:00 |

| Лех                      | 2 : 2    | Удінезе                           |
| ------------------------ | -------- | --------------------------------- |
| Ренґіфо 81' Арболеда 84' | Протокол | Квальярелла 50' Арболеда 55' (аг) |

| Муніципальний Глядачів: 17 000 Арбітр: Антон Генов (Болгарія) |

| 19 лютого 2009 19:45 |

| Шахтар Донецьк           | 2 : 0    | Тоттенгем Готспур |
| ------------------------ | -------- | ----------------- |
| Селезньов 79' Жадсон 88' | Протокол |                   |

| РСК «Олімпійський», Донецьк Глядачів: 25 000 Арбітр: Томас Ейнваллер (Австрія) |

| 19 лютого 2009 20:05 |

| Копенгаген                | 2 : 2    | Манчестер Сіті         |
| ------------------------- | -------- | ---------------------- |
| Альмейда 56' Вінгор 90+1' | Протокол | Онуоха 29' Айрленд 61' |

| Паркен, Копенгаген Глядачів: 30 159 Арбітр: Павел Краловець (Чехія) |

| 19 лютого 2009 20:45 |

| Марсель | 0 : 1    | Твенте         |
| ------- | -------- | -------------- |
|         | Протокол | Арнаутовіч 22' |

| Велодром, Марсель Глядачів: 22 616 Арбітр: Станіслав Сухіна (Росія) |

| 19 лютого 2009 20:45 |

| Фіорентина | 0 : 1    | Аякс        |
| ---------- | -------- | ----------- |
|            | Протокол | Кеннеді 60' |

| Стадіо Артеміо Франкі, Флоренція Глядачів: 19 018 Арбітр: Сезар Муніз Фернандез (Іспанія) |

### Другий матч
| 26 лютого 2009 18:00 |

| ЦСКА Москва                 | 2 : 0    | Астон Вілла |
| --------------------------- | -------- | ----------- |
| Жирков 61' Вагнер Лав 90+3' | Протокол |             |

| Лужники, Москва Глядачів: 25 650 Арбітр: Фелікс Брукх (Німеччина) |

ЦСКА Москва переміг із загальним рахунком 3:1.
| 26 лютого 2009 18:00 |

| Металіст            | 2 : 0    | Сампдорія |
| ------------------- | -------- | --------- |
| Валяєв 30' Жажа 40' | Протокол |           |

| Металіст, Харків Глядачів: 33 000 Арбітр: Кнут Кірхер (Німеччина) |

Металіст переміг із загальним рахунком 3:0.
| 26 лютого 2009 18:15 |

| Гамбург | 1 : 0    | НЕК Неймеген |
| ------- | -------- | ------------ |
| Оліч 9' | Протокол |              |

| Нордбанк Арена, Гамбург Глядачів: 31 537 Арбітр: Тоні Чапро (Франція) |

Гамбург переміг із загальним рахунком 4:0.
| 26 лютого 2009 18:30 |

| Твенте | 0 : 1 (додатковий час) | Марсель      |
| ------ | ---------------------- | ------------ |
|        | Протокол               | Бен Арфа 24' |

| Гролс Весте, Енсхеде Глядачів: 24 000 Арбітр: Алон Єфет (Ізраїль) |

|                                                                            |       | Пенальті                                                          |  |
| Нкуфо · Перез · Янссен · Херсі · Арнаутовіч · Брафхейд · Дуглас · Райковіч | 6 : 7 | Тайво · Ньянг · Бен Арфа · Коне · Зіані · Шейру · Боннар · М’Бамі |  |

В підсумку Марсель 3:3 Твенте. Марсель переміг 7:6 в серії післяматчевих пенальті.
| 26 лютого 2009 19:00 |

| Вольфсбург | 1 : 3    | ПСЖ                               |
| ---------- | -------- | --------------------------------- |
| Хасебе 63' | Протокол | Люїндула 38' (пен.) 73' Ротен 60' |

| Фольксваген Арена, Вольфсбург Глядачів: 20 205 Арбітр: Владімір Гріняк (Словаччина) |

ПСЖ переміг із загальним рахунком 5:1.
| 26 лютого 2009 19:30 |

| Галатасарай                        | 4 : 3    | Бордо                             |
| ---------------------------------- | -------- | --------------------------------- |
| Арда 43' 65' Кьювелл 45' Сабрі 90' | Протокол | Белльон 1' Шамах 72' Кавенагі 75' |

| Алі Самі Єн, Стамбул Глядачів: 19 000 Арбітр: Крег Томсон (Шотландія) |

Галатасарай переміг із загальним рахунком 4:3.
| 26 лютого 2009 20:45 |

| Штутгарт    | 1 : 2    | Зеніт                   |
| ----------- | -------- | ----------------------- |
| Гебхарт 80' | Протокол | Семшов 42' Файзулін 86' |

| Мерседес-Бенц Арена, Штутгарт Глядачів: 34 500 Арбітр: Вільям Коллум (Шотландія) |

Зеніт переміг із загальним рахунком 4:2.
| 26 лютого 2009 20:45 |

| Мілан                     | 2 : 2    | Вердер          |
| ------------------------- | -------- | --------------- |
| Пірло 27' (пен.) Пато 33' | Протокол | Пісарро 68' 78' |

| Сан-Сіро, Мілан Глядачів: 23 280 Арбітр: Йонас Ерікссон (Швеція) |

В підсумку Вердер 3:3 Мілан. Вердер переміг за рахунок більшої кількості голів забитих у виїзному матчі.
| 26 лютого 2009 20:45 |

| Стандард    | 1 : 1    | Брага     |
| ----------- | -------- | --------- |
| Мбокані 79' | Протокол | Аґіар 88' |

| Моріс Дюфрасне, Льєж Глядачів: 26 356 Арбітр: Крістінн Якобссон (Ісландія) |

Брага перемогла із загальним рахунком 4:1.
| 26 лютого 2009 20:45 |

| Удінезе                  | 2 : 1    | Лех         |
| ------------------------ | -------- | ----------- |
| Пепе 57' Ді Натале 90+1' | Протокол | Ренгіфо 13' |

| Фріулі, Удіне Глядачів: 11 662 Арбітр: Кевін Блом (Нідерланди) |

Удінезе перемогло із загальним рахунком 4:3.
| 26 лютого 2009 20:45 |

| Манчестер Сіті  | 2 : 1    | Копенгаген   |
| --------------- | -------- | ------------ |
| Белламі 73' 80' | Протокол | Вінгор 90+3' |

| Сіті оф Манчестер, Манчестер Глядачів: 26 018 Арбітр: Сельчук Дерелі (Туреччина) |

Манчестер Сіті переміг із загальним рахунком 4:3.
| 26 лютого 2009 20:45 |

| Аякс         | 1 : 1    | Фіорентина     |
| ------------ | -------- | -------------- |
| Леонардо 88' | Протокол | Джилардіно 61' |

| Амстердам Арена, Амстердам Глядачів: 42 779 Арбітр: Стефан Йоханнессон (Швеція) |

Аякс переміг із загальним рахунком 2:1.
| 26 лютого 2009 20:55 |

| Сент-Етьєн        | 2 : 1    | Олімпіакос |
| ----------------- | -------- | ---------- |
| Пейє 45' Ілан 58' | Протокол | Оскар 75'  |

| Геоффру-Гуічар, Сент-Етьєн Глядачів: 30 511 Арбітр: Паул Аллаерт (Бельгія) |

Сент-Етьєн переміг із загальним рахунком 5:2.
| 26 лютого 2009 21:00 |

| Депортіво    | 1 : 3    | Ольборг                                    |
| ------------ | -------- | ------------------------------------------ |
| Ґонзалез 38' | Протокол | Шелтон 41' Йоханссон 45' Еневольдсен 45+1' |

| Ріасор, Ла-Корунья Глядачів: 16 000 Арбітр: Алан Келлі (Ірландія) |

Ольборг переміг із загальним рахунком 6:1.
| 26 лютого 2009 21:00 |

| Тоттенгем Готспур | 1 : 1    | Шахтар          |
| ----------------- | -------- | --------------- |
| Дос Сантос 55'    | Протокол | Фернандінью 86' |

| Уайт Хард Лейн, Лондон Глядачів: 30 595 Арбітр: Паоло Тагліавенто (Італія) |

Шахтар переміг із загальним рахунком 3:1.
| 26 лютого 2009 21:30 |

| Валенсія                  | 2 : 2    | Динамо          |
| ------------------------- | -------- | --------------- |
| Марчена 45' Дель Орно 54' | Протокол | Кравець 34' 73' |

| Месталья, Валенсія Глядачів: 30 000 Арбітр: Дамір Скоміна (Словенія) |

В підсумку Динамо 3 : 3 Валенсія. Динамо перемогло за рахунок більшої кількості голів забитих у виїзному матчі.

## 1/8 фіналу
Жеребкування 1/8 фіналу відбулося 19 грудня 2008 року, відразу після жеребкування 1/16 фіналу. Кожен матч 1/16 фіналу був пронумерований і команди в жеребкуванні називались «Переможець матчу 1», «Переможець матчу 1» і так далі. Ігри 1/8 фіналу відбудуться 12 березня (перші) та 18/19 березня (матчі-відповіді). Правило про те, що команди із однієї асоціації не можуть грати між собою, на даному етапі змагання не діяло.
| Команда 1      | Заг.      | Команда 2      | 1-й матч | 2-й матч |
| -------------- | --------- | -------------- | -------- | -------- |
| Вердер         | 3:2       | Сент-Етьєн     | 1:0      | 2:2      |
| ЦСКА Москва    | 1:2       | Шахтар Донецьк | 1:0      | 0:2      |
| Удінезе        | 2:1       | Зеніт          | 2:0      | 0:1      |
| ПСЖ            | 1:0       | Брага          | 0:0      | 1:0      |
| Динамо Київ    | (ч)3:3    | Металіст       | 1:0      | 2:3      |
| Манчестер Сіті | 2:2(4:3п) | Ольборг        | 2:0      | 0:2(о)   |
| Марсель        | 4:3       | Аякс           | 2:1      | 2:2(о)   |
| Гамбург        | 4:3       | Галатасарай    | 1:1      | 3:2      |

### Перший матч
| 12 березня 2009 18:00 |

| Динамо Київ  | 1 : 0    | Металіст |
| ------------ | -------- | -------- |
| Вукоєвич 54' | Протокол |          |

| Динамо, Київ Глядачів: 17 800 Арбітр: Майк Райлі (Англія) |

| 12 березня 2009 18:00 |

| ЦСКА Москва           | 1 : 0    | Шахтар Донецьк |
| --------------------- | -------- | -------------- |
| Вагнер Лав 50' (пен.) | Протокол |                |

| Лужники, Москва Глядачів: 19 700 Арбітр: Нікола Ріццолі (Італія) |

| 12 березня 2009 18:00 |

| Гамбург   | 1 : 1    | Галатасарай |
| --------- | -------- | ----------- |
| Янсен 50' | Протокол | Акман 33'   |

| Нордбанк Арена, Гамбург Глядачів: 50 000 Арбітр: Віктор Кассай (Угорщина) |

| 12 березня 2009 20:15 |

| ПСЖ | 0 : 0    | Брага |
| --- | -------- | ----- |
|     | Протокол |       |

| Парк де Пренс, Париж Глядачів: 35 000 Арбітр: Маттео Трефолоні (Італія) |

| 12 березня 2009 20:30 |

| Вердер    | 1 : 0    | Сент-Етьєн |
| --------- | -------- | ---------- |
| Налдо 20' | Протокол |            |

| Везерштадіон, Бремен Глядачів: 30 116 Арбітр: Терьє Хауге (Норвегія) |

| 12 березня 2009 20:45 |

| Марсель             | 2 : 1    | Аякс              |
| ------------------- | -------- | ----------------- |
| Шейру 19' Ньянг 33' | Протокол | Суарес 36' (пен.) |

| Велодром, Марсель Глядачів: 27 829 Арбітр: Іван Бебек (Хорватія) |

| 12 березня 2009 20:45 |

| Манчестер Сіті              | 2 : 0    | Ольборг |
| --------------------------- | -------- | ------- |
| Кайседо 8' Райт-Філліпс 30' | Протокол |         |

| Сіті оф Манчестер, Манчестер Глядачів: 24 502 Арбітр: Алан Хамер (Люксембург) |

| 12 березня 2009 20:45 |

| Удінезе                              | 2 : 0    | Зеніт |
| ------------------------------------ | -------- | ----- |
| Квальярелла 85' Ді Натале 88' (пен.) | Протокол |       |

| Фріулі, Удіне Глядачів: 20 000 Арбітр: Едуарда Ітурральде Ґонсалез (Іспанія) |

### Другий матч
| 18 березня 2009 20:30 |

| Сент-Етьєн               | 2 : 2    | Вердер                 |
| ------------------------ | -------- | ---------------------- |
| Беналуан 64' Гракс 90+2' | Протокол | Прьодль 6' Пісарро 27' |

| Геоффру-Гуічар, Сент-Етьєн Глядачів: 33 522 Арбітр: Алехандру Дан Тудор (Румунія) |

Вердер переміг із загальним рахунком 3:2.
| 18 березня 2009 20:45 |

| Аякс                   | 2 : 2 (о) | Марсель             |
| ---------------------- | --------- | ------------------- |
| Енох 33' Сулеймані 74' | Протокол  | Ньянг 35' Мірс 110' |

| Амстердам Арена, Амстердам Глядачів: 47 650 Арбітр: Флоріан Маєр (Німеччина) |

Марель переміг із загальним рахунком 4:3.
| 19 березня 2009 18:00 |

| Металіст                        | 3 : 2    | Динамо Київ                    |
| ------------------------------- | -------- | ------------------------------ |
| Слюсар 29' Жажа 56' Асеведо 70' | Протокол | Сабліч 68' Березовчук 79' (аг) |

| Металіст, Харків Глядачів: 26 000 Арбітр: Лорен Дюамель (Франція) |

В підсумку Динамо Київ 3:3 Металіст. Динамо перемігло за рахунок більшої кількості голів забитих у виїзному матчі.
| 19 березня 2009 18:30 |

| Шахтар Донецьк                          | 2 : 0    | ЦСКА Москва |
| --------------------------------------- | -------- | ----------- |
| Фернандінью 54' (пен.) Луїс Адріану 70' | Протокол |             |

| РСК «Олімпійський», Донецьк Глядачів: 25 000 Арбітр: Бйорн Куйперс (Нідерланди) |

Шахтар переміг із загальним рахунком 2:1.
| 19 березня 2009 18:30 |

| Зеніт       | 1 : 0    | Удінезе |
| ----------- | -------- | ------- |
| Тимощук 34' | Протокол |         |

| Петровський, Санкт-Петербург Глядачів: 19 500 Арбітр: Мартін Аткінсон (Англія) |

Удінезе перемогло із загальним рахунком 2:1.
| 19 березня 2009 20:30 |

| Галатасарай                  | 2 : 3    | Гамбург                  |
| ---------------------------- | -------- | ------------------------ |
| Кьювелл 42' (пен.) Барош 49' | протокол | Ґерреро 57' 60' Оліч 90' |

| Алі Самі Єн, Стамбул Глядачів: 23 500 Арбітр: Педро Проенча (Португалія) |

Гамбург переміг із загальним рахунком 4:3.
| 19 березня 2009 21:30 |

| Брага | 0 : 1    | ПСЖ     |
| ----- | -------- | ------- |
|       | Протокол | Оро 81' |

| АХА, Брага Глядачів: 16 371 Арбітр: Крег Томсон (Шотландія) |

ПСЖ переміг із загальним рахунком 5:1.
| 19 березня 2009 21:00 |

| Ольборг                         | 2 : 0 (о) | Манчестер Сіті |
| ------------------------------- | --------- | -------------- |
| Шелтон 85' Якобсен 90+1' (пен.) | Протокол  |                |

| Енергі-Норд-Аріна, Ольборг Глядачів: 10 734 Арбітр: Стефан Ланнуа (Франція) |

|                                                        |       | Пенальті                            |  |
| Якобсен · Йоханссон · Августінуссен · Номвете · Шелтон | 3 : 4 | Еванс · Елано · Райт-Філдіпс · Данн |  |

В підсумку Манчестер Сіті 2:2 Ольборг. Манчестер Сіті переміг в серії післяматчевих пенальті 4:3.

## Чвертьфінал
Жеребкування фінальних раундів змагання пройшло 20 березня 2009 року. Перші матчі чвертьфіналу відбулися 9 квітня, другі — 16 квітня.
| Команда 1 | Заг. | Команда 2      | 1-й матч | 2-й матч |
| --------- | ---- | -------------- | -------- | -------- |
| Гамбург   | 4:3  | Манчестер Сіті | 3:1      | 1:2      |
| ПСЖ       | 0:3  | Динамо         | 0:0      | 0:3      |
| Шахтар    | 4:1  | Олімпік        | 2:0      | 2:1      |
| Вердер    | 6:4  | Удінезе        | 3:1      | 3:3      |

### Перший матч
| 9 квітня 2009 18:30 |

| Шахтар                 | 2 : 0    | Олімпік |
| ---------------------- | -------- | ------- |
| Хюбшман 39' Жадсон 65' | Протокол |         |

| РСК «Олімпійський», Донецьк Глядачів: 25 500 Арбітр: Фелікс Брюх (Німеччина) |

| 9 квітня 2009 20:45 |

| Гамбург                                        | 3 : 1    | Манчестер Сіті |
| ---------------------------------------------- | -------- | -------------- |
| Матейсен 9' Троховський 63' (пен.) Ґерреро 79' | Протокол | Айрленд 1'     |

| Нордбанк Арена, Гамбург Глядачів: 50 500 Арбітр: Олегаріу Бенкеренса (Португалія) |

| 9 квітня 2009 20:45 |

| ПСЖ | 0 : 0    | Динамо |
| --- | -------- | ------ |
|     | Протокол |        |

| Парк де Пренс, Париж Глядачів: 41 000 Арбітр: Пітер Вінк (Нідерланди) |

| 9 квітня 2009 20:45 |

| Вердер                        | 3 : 1    | Удінезе         |
| ----------------------------- | -------- | --------------- |
| Дієго 34' 67' Уґо Алмейда 69' | Протокол | Квальярелла 87' |

| Везерштадіон, Бремен Глядачів: 32 548 Арбітр: Лоран Дюамель (Франція) |

### Другий матч
| 16 квітня 2009 20:45 |

| Манчестер Сіті               | 2 1      | Гамбург     |
| ---------------------------- | -------- | ----------- |
| Елано 17' (пен.) Кайседо 50' | Протокол | Ґерреро 12' |

| Сіті оф Манчестер, Манчестер Глядачів: 47 009 Арбітр: Нікола Ріццолі (Італія) |

Габмург переміг із загальним рахунком 4:3.
| 16 квітня 2009 18:30 |

| Динамо                                  | 3 : 0    | ПСЖ |
| --------------------------------------- | -------- | --- |
| Бангура 4' Ландро 16' (аг) Вукоєвич 61' | Протокол |     |

| Динамо, Київ Глядачів: 16 300 Арбітр: Франк Де Блекер (Бельгія) |

Динамо Київ перемогло із загальним рахунком 3:0.
| 16 квітня 2009 20:45 |

| Олімпік      | 1 : 2    | Шахтар                             |
| ------------ | -------- | ---------------------------------- |
| Бен Арфа 43' | Протокол | Фернандінью 30' Луїс Адріану 90+3' |

| Велодром, Марсель Глядачів: 48 268 Арбітр: Мануель Мехуто Ґонсалез (Іспанія) |

Шахтар Донецьк переміг із загальним рахунком 4:1.
| 16 квітня 2009 20:45 |

| Удінезе                       | 3 : 3    | Вердер                    |
| ----------------------------- | -------- | ------------------------- |
| Інлер 15' Квальярелла 30' 38' | Протокол | Дієго 28' 60' Пісарро 73' |

| Фріулі, Удіне Глядачів: 25 584 Арбітр: Мартін Ханссон (Швеція) |

Вердер переміг із загальним рахунком 6:4.

## Півфінал
Перші матчі півфіналу відбулися 30 квітня, другі — 7 травня.
| Команда 1 | Заг.    | Команда 2 | 1-й матч | 2-й матч |
| --------- | ------- | --------- | -------- | -------- |
| «Вердер»  | 3:3 (ч) | «Гамбург» | 0:1      | 3:2      |
| «Динамо»  | 2:3     | «Шахтар»  | 1:1      | 1:2      |

### Перший матч
| 30 квітня 2009 20:45 |

| «Вердер» | 0 : 1    | «Гамбург»       |
| -------- | -------- | --------------- |
|          | Протокол | Троховський 28' |

| «Везерштадіон», Бремен Глядачів: 37 500 Арбітр: Говард Вебб (Англія) |

| 30 квітня 2009 18:30 |

| «Динамо»             | 1 : 1    | «Шахтар»        |
| -------------------- | -------- | --------------- |
| Чигринський 22' (аг) | Протокол | Фернандінью 68' |

| Динамо, Київ Глядачів: 17 000 Арбітр: Конрад Плауц (Австрія) |

### Другий матч
| 7 травня 2009 20:45 |

| «Гамбург»    | 2 : 3    | «Вердер»                          |
| ------------ | -------- | --------------------------------- |
| Оліч 13' 87' | Протокол | Дієго 29' Пісарро 66' Бауманн 83' |

| «Нордбанк-Арена», Гамбург Глядачів: 51 000 Арбітр: Франк Де Блекер (Бельгія) |

В підсумку Вердер 3:3 Гамбург. Вердер переміг за рахунок більшої кількості голів забитих у виїзному матчі.
| 7 травня 2009 18:30 |

| «Шахтар»               | 2 : 1    | «Динамо»    |
| ---------------------- | -------- | ----------- |
| Жадсон 17' Ілсінью 89' | Протокол | Бангура 47' |

| РСК «Олімпійський», Донецьк Глядачів: 24 300 Арбітр: Олегаріу Бенкеренса (Португалія) |

Шахтар Донецьк переміг із загальним рахунком 3:2.

## Фінал
Фінал Кубка УЄФА 2008—2009 відбувся 20 травня 2009 року на стадіоні «Шюкрю Сараджоглу» в Стамбулі, Туреччина. Це був перший фінал Кубка УЄФА, проведений в Туреччині.
| 20 травня 2009 20:45 |

| Шахтар                      | 2 – 1 (ОТ) | Вердер    |
| --------------------------- | ---------- | --------- |
| Луїс Адріану 25' Жадсон 97' | Протокол   | Налдо 35' |

| Шюкрю Сараджоглу, Стамбул Глядачів: 37 357 Арбітр: Луїс Медіна Кантальєхо (Іспанія) |

Шахтар Донецьк переміг 2:1 — останній володар Кубка УЄФА.